# 西藏沟酸浆
西藏沟酸浆（学名：Mimulus tibeticus）为玄参科沟酸浆属下的一个种。

## 扩展阅读
- 維基物種上的相關：西藏沟酸浆